# Mobilegeddon
Mobilegeddon ist die am 21. April 2015 angewandte Aktualisierung des Algorithmus der Suchmaschine Google, mit dem mobil-freundliche Webseiten in den organischen Suchergebnissen bevorzugt und entsprechend höher eingestuft werden als andere. Der Begriff „Mobilegeddon“ ist ein Kofferwort aus „mobile“ und „Armageddon“, um die drastischen Auswirkungen zu verdeutlichen. 
Im Mai 2016 folgte die nächste Stufe („Mobilegeddon 2“).

## Auswirkungen
Die Auswirkungen zeigten sich bereits kurze Zeit nach der ersten Stufe, und mittlerweile wurde in diversen Studien (u. a. im Adobe Digital Index) belegt, dass Webseiten, die nicht ausreichend für Smartphones und Tablets optimiert wurden, seit dem ersten „Mobilegeddon“ rund zehn Prozent ihres jährlichen Datentransfers verloren haben.